# Дороти Малон
Дороти Малон (енгл. Dorothy Malone; Чикаго, 30. јануар 1924 — Далас, 19. јануар 2018) била је америчка глумица. Освојила је Оскара за најбољу глумицу у споредној улози тумачећи Мерили Хадли у филму Записано у ветру из 1956. године.

## Биографија
Рођена је 30. јануара 1924. године у Чикагу. Након што се са породицом преселила у Далас, Дороти је почела да глуми у школским представама и да позира као модел за робну кућу. Дебитовала је на филму 1943. године, након што ју је приметио агент студија РКО и понудио јој уговор. Прва значајнија улога дошла је 1946. године у филму Дубоки сан.
Након низа мањих улога, 1955. године је наступила уз Џерија Луиса, Дина Мартина и Ширли Маклејн у комедији „Уметници и модели”, а 1956. године је награђена Оскаром за најбољу глумицу у споредној улози за филм Дагласа Серка „Записано на ветру”, у којем је глумила уз Рока Хадсона и Лорен Бакол. Следили су филмови Човек с хиљаду лица, Потамнели анђели и други.
Највећу је популарност ипак донела улога Констансе Макензи у Еј-Би-Си-јевој телевизијској серији „Градић Пејтон”. Малоне је у серији наступала од 1964. године до 1968. године.
Последњу је улогу одиграла 1992. године у филму „Ниске страсти”.

## Филмографија
| Улоге Дороти Малон |                  |               |                  |          |
| Година             | Српски назив     | Изворни назив | Улога            | Напомена |
| 1946.              | Дубоки сан       |               | Власница књижаре |          |
| 1956.              | Записано у ветру |               | Мерили Хадли     |          |
| 1958.              | Потамнели анђели |               | Лаверн Шуман     |          |
| 1992.              | Ниске страсти    |               | Хејзел Добкинс   |          |